# Моторленд Арагон
Моторленд Арагон (исп. Ciudad del Motor de Aragón) — 5,344-километровая гоночная трасса, расположенная в Альканьисе, Испания.
Проект трассы был разработан известным немецким архитектором Германом Тильке совместно с британской фирмой Foster + Partners. Пилот Формулы-1 Педро де ла Роса — технический и спортивный консультант проекта.
Сооружение объединяет три основные зоны — технологический парк, спортивная зона и культурно-досуговая зона. Основная место в технологическом парке занимают исследовательские и образовательные учреждения, связанные с автомобильной промышленностью, спортивная зона включает в себя автодром (с двумя конфигурациями), трассу для картинга и различные гравийные трассы, а в культурно-досуговой зоне находятся отель, бизнес-центр и торговые центры.
26 мая 2008 года было объявлено, что трасса примет этапы «Мировой серии Рено» в 2009 и в 2010 годах, которая стала первым международным соревнованием на автодроме. Также компания Renault Sport Technologies, которая занимается организацией получила право тридцать дней в году использовать трассу для тестов и рекламных мероприятий.
18 марта 2010 года Моторленд Арагон был объявлен в качестве замены Балатонринга в календаре сезона 2010 года MotoGPr. Поскольку автодром Арагон уже был в резервном списке, он заменит венгерскую гонку, которая была отменена из-за превышения стоимости строительных работ. Мото Гран-при Арагона будет четвёртой испанской гонкой в календаре. Трасса обладает пятилетним контрактом на резервное место в чемпионате с организатором серии — Dorna Sports.
Трасса была европейской базой американской команды US F1.